# Епархия Сегу
Епархия Сегу (лат. Dioecesis Seguensis) — епархия Римско-Католической церкви с центром в городе Сегу, Мали. Епархия Сегу входит в митрополию Бамако.

## История
10 марта 1962 года Святой Престол учредил епархию Сегу, выделив её из aрхиепархии Бамако.

## Ординарии епархии
- епископ Pierre Louis Leclerc MAfr (1962 — 1974);
- епископ Mori Julien-Marie Sidibé (1974 — 2003);
- епископ Augustin Traoré (2003 — по настоящее время).